# Альбани, Кончецио

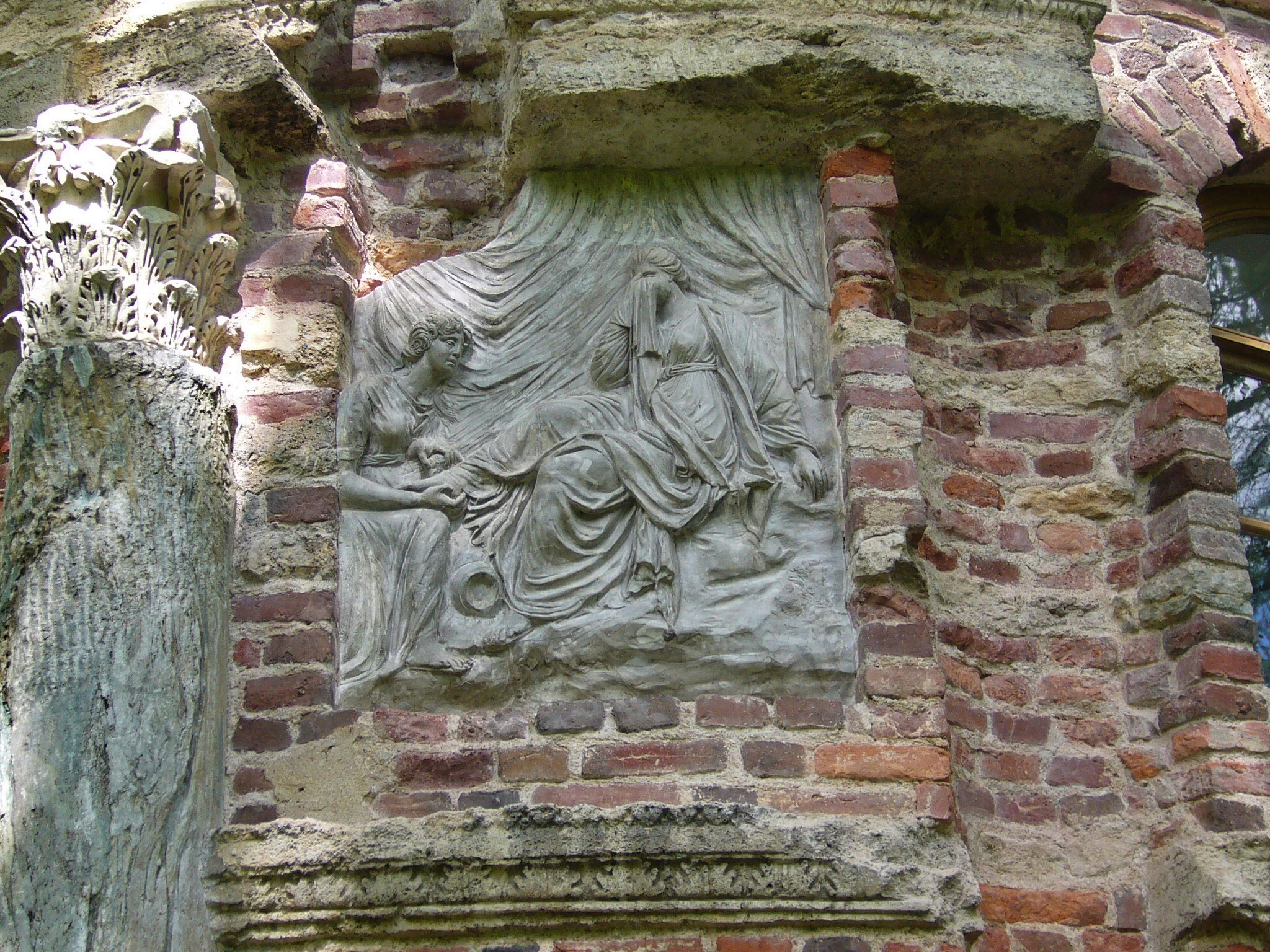
Один из барельефов Кухни-руины

Кончецио Альба́ни (итал. Concezio Albani; 1762—1818) — скульптор, уроженец Рима, приехавший в Россию в 1784 году, при Екатерине II, и остававшийся в Санкт-Петербурге 35 лет, до своей смерти в 1818 году.
В молодости служил польскому королю Станиславу Понятовскому, в 22 года приехал в Россию и первое время работал вольным скульптором.
Начал работу на российское государство в 1784 году, предложив свои услуги по оформлению Эрмитажного театра Конторе строения домов и садов. Театр строился в 1783—1787 годах архитектором Джакомо Кваренги, и Альбани выполнил для него статуи Аполлона и муз, расположенные в нишах меж колонн, а также размещённые над ними рельефные портреты театральных деятелей: Йомелли, Б. Галуппи, а также поэтов Метастазио, Мольера, Расина, Вольтера, Сумарокова. Кваренги остался доволен работой Альбани, и они продолжили сотрудничество. Работы Альбани украшают лоджии Рафаэля в Эрмитаже, покои князя Потемкина во флигеле Манежа. Создал по четыре барельефа для восточного кабинета Концертного зала в Екатерининском парке Царского села — аллегории архитектуры, живописи, скульптуры и науки, — и для Кухни-руину, расположенной неподалёку. Выполнил статую императора Иосифа II для Камероновой галереи.
Альбани участвовал в отделке интерьеров костёла Святой Екатерины на Невском проспекте, был одним из исполнителей скульптурного убранства Исаакиевского собора и Зимнего дворца.
Похоронен на Волковом лютеранском кладбище, могила не сохранилась.